# Deudorix side
Deudorix side är en fjärilsart som beskrevs av Hans Fruhstorfer 1911. Deudorix side ingår i släktet Deudorix och familjen juvelvingar. Inga underarter finns listade i Catalogue of Life.